# Johann Bärensprung
Christian Johann Wilhelm Bärensprung (getauft 22. November 1772 in Schwerin; † 24. März 1803 ebenda) war ein deutscher Druckereibesitzer, Verleger und Hofbuchdrucker in Schwerin.

## Leben
Johann Bärensprung war ein Sohn des gleichnamigen Schweriner Druckereibesitzers (Christian Johann) Wilhelm Bärensprung (dem Jüngeren). Nach einer Buchdruckerlehre bei seinem Vater ging er für zwei Jahre auf Wanderschaft. 1796 erfolgte die Bestallung als Nachfolger des Schweriner Hofbuchdruckers. Er übernahm nach dem Tod seines Vaters 1801 die Druckerei und führte sie bis zu seinem frühen Tod zwei Jahre später. Bis zur Übernahme der Druckerei durch seinen minderjährigen Sohn 
Hans Wilhelm (August Ludwig) Bärensprung (1800–1844) führte seine Witwe und nach deren Wiederheirat ihr Mann August Friedrich Christoph Evers die Geschäfte. Daneben war sein Bruder Justus Heinrich Christoph Bärensprung von 1819 bis 1824 als Vormund seines Neffen Hans Wilhelm Vorstand der Druckerei.